# Marathon des Sables

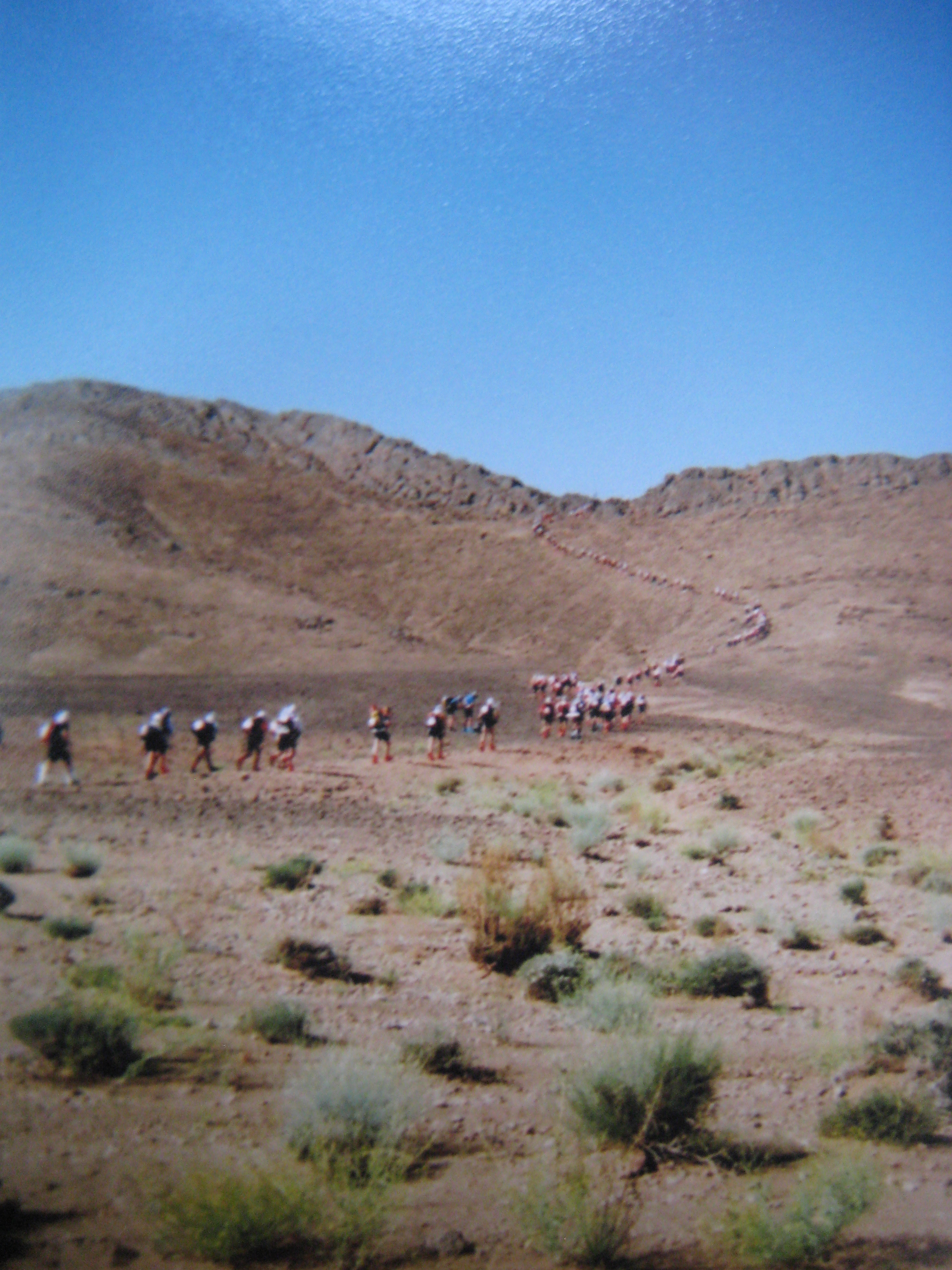
Parte dos maratonistas.

Maratona das Areias (MdS, Marathon des Sables, Marathon of the Sands, or Sahara Marathon) é uma ultramaratona de seis estágios vencidos em sete dias, cujo percurso é alterado a cada ano, variando as distâncias de cada etapa. Em média, o percurso total varia entre 230 e 250 quilômetros, que é o equivalente a seis maratonas regulares. O quarto estágio é conhecido como "estágio noturno", por ser o mais longo (variando entre 74 e 85 km), o que obriga os competidores a terminarem o percurso durante a madrugada.
É realizada uma vez por ano no sul de Marrocos, no deserto do Sahara, e é considerada a corrida de aventura fisicamente mais exigente do planeta. A primeira edição desta corrida aconteceu em 1986, tendo a presença brasileira iniciada em 1999, com Carlos Sposito.

## Fatos
- Os maratonistas precisam carregar todos os seus pertences pessoais e a comida para a maratona inteira nas costas. Água (apenas 9 litros por dia!) e tendas são fornecidas pelos organizadores.
- Em 2007, a BBC reportou que o custo total  para participar era de ₤2565 (US$5000)[4].
- Em 2007 dois dos competitores morreram durante a maratona[5].
- Para a maratona de 2008 a taxa de registro era de €2550[6].
- Lahcen Ahansal de Marrocos venceu 10 titulos, e seu irmão Mohammed Ahansal 3 titulos.

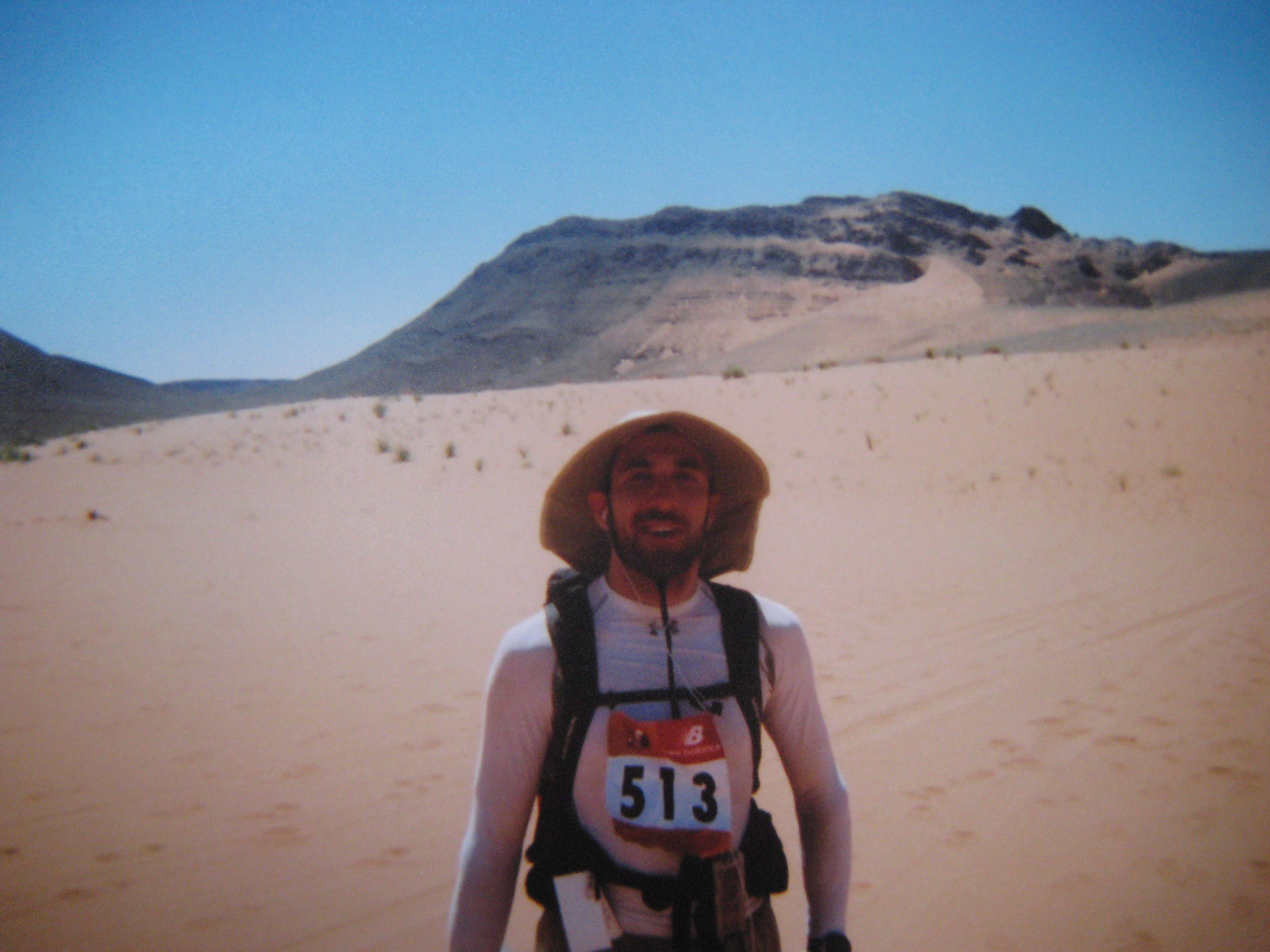
Um dos competitores da Maratona das Areias, Maroccos

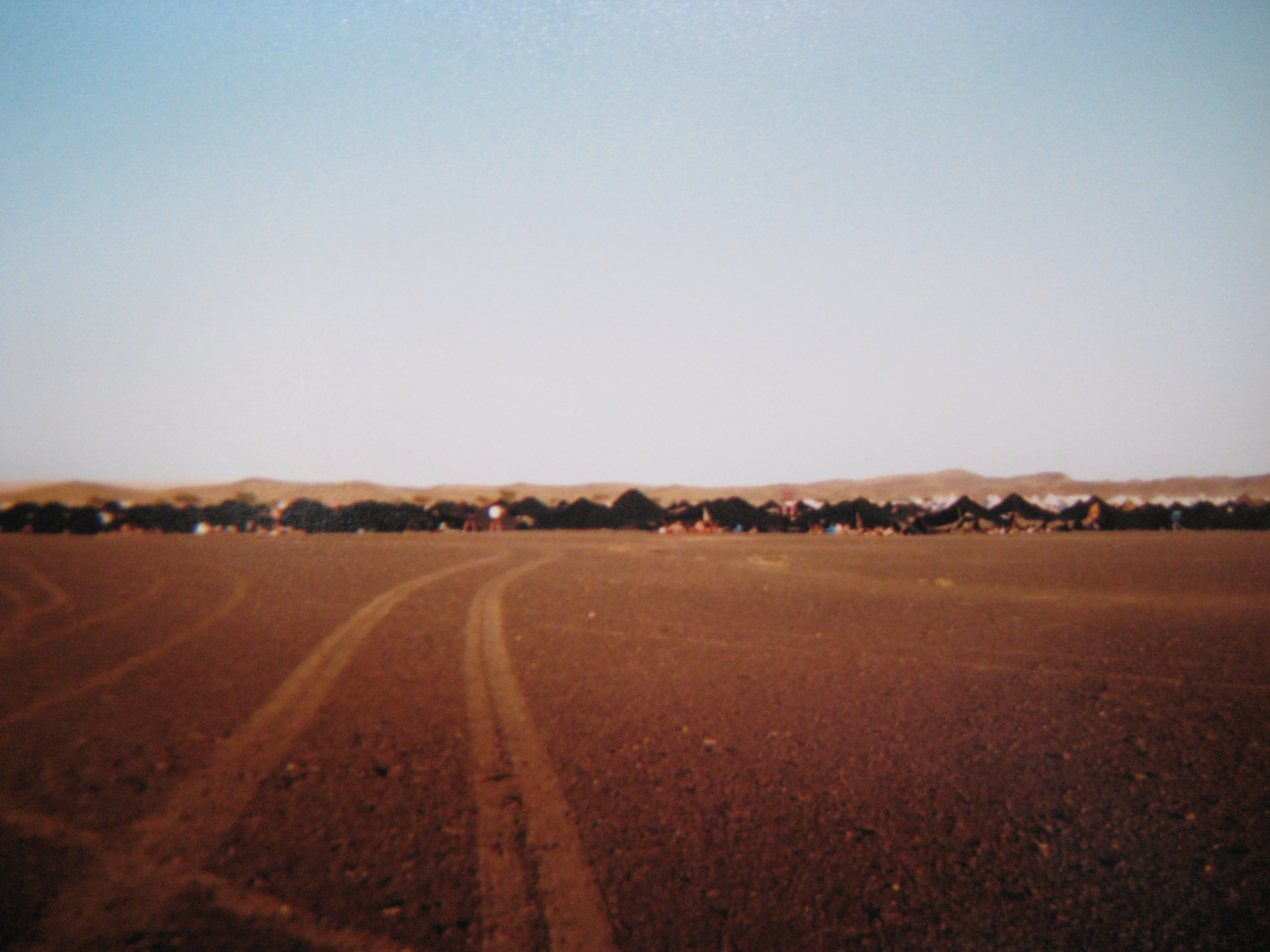
Um dos campos onde os competitores passam a noite.